# Santa María Chiconautla
Santa María Chiconautla es un Pueblo Originario situado al noreste del municipio de Ecatepec de Morelos. Es uno de los 8 pueblos que componen Ecatepec.
El nombre de Chiconautla proviene del náhuatl. Se compone de dos términos: el numérico chiconahui (nueve) y el sufijo locativo -tlan, de modo que se traduce como Lugar del nueve y hace referencia a la composición original del lugar (4 cerros, 4 barrios y un centro del pueblo).